# Соколов Малополски
Соколов Малополски (пољ. Sokołów Małopolski) град је у Пољској у Војводству поткарпатском. По подацима из 2012. године број становника у месту је био 4028.

## Становништво
| 2012. |
| ----- |
| 4.028 |